# Давлетьяров, Муллаян Хабибярович
Муллаян Хабибярович Давлетьяров (2 ноября 1957, Ишмаметово — 7 июля 2015, Неаполь) — живописец.
Член Союза художников РФ с 1995 года. Доцент Уфимской государственной академии искусств имени Загира Исмагилова.
Заслуженный художник Республики Башкортостан (2010).

## Биография
Родился в 1957 году в дер. Ишмаметово Бураевского района БАССР.
В 2000 году окончил художественно-графический факультет Башкирского государственного педагогического университета имени М. Акмуллы.
С 2002 года работал на кафедре дизайна Уфимской государственной академии искусств имени Загира Исмагилова, доцент.
Член Союза художников РФ с 1995 года. Член творческого объединения «Артыш» с 1995 года.
Картины художника хранятся в БГХМ им М. В. Нестерова (Уфа), Нефтекамской картинной галерее «Мирас» (г. Нефтекамск), картинной галерее «Янгантау» (Салаватский район РБ, курорт «Янгантау»), картинной галерее г. Набережные Челны.
Умер 7 июля 2015 года в городе Неаполь (Италия).

## Работы
Серии картин: «По народным мотивам» (1996—2003), «Деревенские мотивы» (1999—2003), «Жомга», «Бал-бабай» (1998), «На празднике» (1998), «Бабушка» (1997), «Корни» (1998), «Восточный мотив» (1999), «Весна» (2001), «Осень» (2001), «Утро» (2001), «Вечер» (2001), «Серый день» (2001), «Круглое озеро» (2002), «Сон земли» (2003), «Вершина» (2003).

## Выставки
Участник с 1984 года республиканских, в том числе специальных (графика; ДПИ), зональной, региональных, всероссийских, международных и зарубежных выставок.
Среди них: республиканская выставка лубка «Выборы в истории России: от глубокой древности до наших дней» (2011), выставка «Взгляд из России» в Италии (2012).

## Награды и звания
Бронзовая медаль СХ РФ и Международной федерации художников.
Заслуженный художник Республики Башкортостан (2010).